# Кара-Чумыш (посёлок)
Кара-Чумыш — посёлок в Прокопьевском районе Кемеровской области. Входит в состав Сафоновского сельского поселения.

## География
Центральная часть населённого пункта расположена на высоте 340 метров над уровнем моря.

## Население
По данным Всероссийской переписи населения 2010 года, в посёлке Кара-Чумыш проживает 35 человек (22 мужчины, 13 женщины).